# 山名氏家
山名 氏家（やまな うじいえ、生没年不詳）は、南北朝時代から室町時代の武将、守護大名。因幡守護。山名氏冬の子。官位は中務大輔。子に熙貴。
元中8年/明徳2年（1391年）の明徳の乱で叔父の山名氏清と従兄の山名満幸に与して室町幕府に反乱を起こしたが、敗れて3代将軍足利義満に謝罪して罪を許され、因幡守護に任じられた。応永7年（1400年）まで在任したが、以後の消息は不明。応永19年（1412年）に従弟の熙高が因幡守護に任命されている。子の熙貴も後に石見守護に任命された。